# Gallegher (série télévisée)
Gallegher est un ensemble de trois mini-séries américaines inspirées par Gallegher and Other Stories (1891) de Richard Harding Davis, produites par Walt Disney Productions et diffusées du 24 janvier 1965 au 12 février 1967 sur le réseau NBC dans l'émission Walt Disney's Wonderful World of Color. En 1968, un téléfilm en deux parties intitulé The Mystery of Edward Sims est produit par le studio.
En France, les mini-séries ont été diffusées sous le titre unique de Gallegher dans Le Disney Channel à partir du 10 janvier 1987 sur FR3.

## Synopsis
Dans le premier épisode, le jeune journaliste Gallegher aide la police à capturer un assassin et voleur de banque.
Dans le second, il découvre des indices qui innocentent le chef de la police accusé de corruption.
Dans le troisième, Gallegher aide à mettre sous les barreaux le criminel Zip Wyatt avec l'aide du détective privé Snead.
Par la suite Gallegher continue à aider les forces de l'ordre ou le monde du journalisme dans l'Ouest américain, comme pour le meurtre de l'acteur Sir Richard Wersterby ou celui du Judge McManus, l'installation de la première journaliste de la ville, Miss Adeline Jones, ou l'éditeur Crowley mis en prison pour diffamation.

## Fiche technique
- Titre original : Gallegher
- Réalisateur : Byron Paul, Jeffrey Hayden, Joseph Sargent, James Sheldon
  - Assistant réalisateur : Tom Leetch, Paul Cameron, Bud Grace
- Scénario : Maurice Tombragel d'après Richard Harding Davis
- Directeur artistique : Carroll Clark, John B. Mansbridge, William H. Tuntke, William Campbell
- Image : William Snyder
- Montage : Robert Stafford, Marsh Hendry, Jack Vandagriff, Roy Brewer
- Décors : Emile Kuri, Frank R. McKelvy, Hal Gausman, Bill Calvert
- Musique : Willis Schaeffer, Robert F. Brunner
  - Chansons : Richard M. Sherman et Robert B. Sherman
- Technicien du son : Robert O. Cook
- Costumes : Chuck Keehne
- Maquillage : Pat McNalley, Gordon Hubbard
- Coiffure : La Rue Matheron, Vivienne Zavitz
- Coordinateur de programme : Jack Bruner
- Producteur : Ron Miller (coproducteur), 
  - Assistant producteur : Louis Debney, Joseph L. McEveety, Jerome Courtland
- Société de production : Walt Disney Productions
- Production : Walt Disney Productions
- Pays d'origine : États-Unis

Sauf mention contraire, les informations proviennent des sources suivantes : John West et IMDb

## Distribution
- Roger Mobley : Gallagher
- Ray Teal : Snead

| - Saison 1 et 2 - Edmond O'Brien : Crowley - Harvey Korman : Brownie - Richard Derr : Mr Dwyer - Bryan Russell : Bootblack - Sean McClory : Officer Madden - Saison 1 Episode 1 - Philip Ober : Hade - Donald Cosby : country boy - Saison 1 Episode 2 - Jack Warden : Lieutenant Fergus - Robert Middleton : Dutch Mac - Saison 1 Episode 3 - Dean Fredericks : Zip Wyatt - Louis Quin : Banjo | - - Saison 2 - Jon Lormer : Pete - Saison 2 Episode 1 - Peter Wyngarde : Richard Westerby - Victoria Shaw : Katharine Van Raalte - John Marley : Coach Driver - Lima Sullivan - James Flavin - Saison 2 Episode 2 - Anne Francis : Adeline - Gary Raymond : The Shadow - Alan Hewitt : Chauncey - Arthur Malet : Sir James - Saison 2 Episode 3 - James Westerfield : Charles Mardis - Parley Baer : Mayor - Maudie Prickett : Maid - John Orchard : Butler - Vaughn Taylor : Mr Bildad - Tom Skerritt : Corky Mardis | - Saison 3 - John McIntire : Whit White - Jeanette Nolan : Erm White - Peter Graves : Marshal Neimeyer - Saison 3 Episode 1 - Dennis Weaver : Sundown Kid - James Gregory : Sheriff Dodds - Saison 3 Episode 2 - Larry D. Mann : Mayor Riggs - Bruce Dern : Turk - Saison 3 Episode 3 et 4 - Beverly Garland : Mrs. Carlson - Harry Townes : Mr Barlow - Ron Hays : George Moran - Bill Williams : Joe Carlson - Joe Maross : Mr. Hatfield - Darleen Carr : Laurie Carlson - Tim McIntire : Phin Carlson - Don Keefer : John Prentice - Walter Sander : Judge McManus - Sylvia Field : Mrs. McManus |

Source : John West et IMDb

## Épisodes
Source : Leonard Maltin, John West

### Saison 1
1. The Adventures of Gallegher: Part 1 (24 janvier 1965)
2. The Adventures of Gallegher: Part 2 (31 janvier 1965)
3. The Adventures of Gallegher: Part 3 (7 février 1965)

### Saison 2
1. The Further Adventures of Gallegher: A Case of Murder (26 septembre 1965)
2. The Further Adventures of Gallegher: The Big Swindle (3 octobre 1965) Diffusé le 14 février 1987[7]
3. The Further Adventures of Gallegher: The Daily Press vs. City Hall (10 octobre 1965)

### Saison 3
1. Gallegher Goes West: Showdown with the Sundown Kid (23 octobre 1966)
2. Gallegher Goes West: Crusading Reporter (30 octobre 1966) Diffusé le 28 février 1987[8]
3. Gallegher Goes West: Tragedy on the Trail (29 janvier 1967)
4. Gallegher Goes West: Trial by Terror (5 février 1967)

## Origine et production
La série Gallegher est une adaptation télévisée des histoires pour la jeunesse Gallegher and Other Stories (1891) de Richard Harding Davis. L'extravagant journaliste Davis était connu pour ses descriptions de voyage et sa correspondance de guerre à la fois durant la Guerre hispano-américaine et la Première Guerre mondiale. Soucieux de son apparence, il partait sur le front avec une baignoire portable et se présentait à chaque dîner en costume. Mais en 1914, il est capturé par l'armée allemande est se fait tirer dessus pour être un espion. Il ne meurt pas sur le coup mais deux ans plus tard dans sa ferme à New York.
Le scénariste Maurice Tombragel essaya d'instiller le style caractéristique de Davis dans le scénario mais par erreur le réalisateur du premier épisode Byron Paul prit le parti de faire une série sérieuse. Pour les autres épisodes, Tombragel, Paul et le producteur Ron Miller se concertèrent afin de déterminer si la série serait sérieuse ou plus ironique ; c'est la seconde vision comique et la plus proche des écrits de Davis, qui a prévalu. Pour le rôle principal, le studio choisit Roger Mobley, un jeune acteur ayant déjà à son actif plus de trente émissions télévisées et une dizaine de films. Sa dernière participation à une production Disney est le téléfilm The Treasure of San Bosco Reef (1968) puis une apparition dans Le Retour du gang des chaussons aux pommes (1978).
Après trois épisodes, le studio décide de produire d'autres épisodes, une seconde saison de trois épisodes puis une troisième de quatre, et en 1968 un téléfilm en deux parties intitulé The Mystery of Edward Sims. Ce dernier est produit après le décès de Walt Disney et sans la présence du scénariste Maurice Tombragel.

## Analyse
Pour John West, les différents épisodes sont joyeux, bien racontés, sans erreur monumentale avec une distribution énergique.